# رباط جوهر (السدة)

تعديل مصدري - تعديل

رباط جوهر هي إحدى قرى عزلة بني الحارث بمديرية السدة التابعة لمحافظة إب، بلغ تعداد سكانها 203 نسمة حسب تعداد اليمن لعام 2004.